# Джефф Джіллсон
Джефф Джіллсон (англ. Jeff Jillson, нар. 24 липня 1980, Норт-Смітфілд) — американський хокеїст, що грав на позиції захисника. Грав за збірну команду США.

## Ігрова кар'єра
Хокейну кар'єру розпочав 1998 року.
1999 року обраний на драфті НХЛ під 14-м загальним номером командою «Сан-Хосе Шаркс». 
Протягом професійної клубної ігрової кар'єри, що тривала 12 років, захищав кольори команд «Сан-Хосе Шаркс»,  «Бостон Брюїнс»,  «Баффало Сейбрс», «Айсберен Берлін», ХК МВД, «Лукко», «Пардубиці» та «Хомутов».
Загалом провів 148 матчів у НХЛ, включаючи 8 ігор плей-оф Кубка Стенлі.
Виступав за збірну США, провів 9 ігор в її складі.

## Статистика

### Клубні виступи
| Сезон        | Клуб                  | Ліга         | Регулярний сезон | Регулярний сезон | Регулярний сезон | Регулярний сезон | Регулярний сезон | Плей-оф | Плей-оф | Плей-оф | Плей-оф | Плей-оф |
| Сезон        | Клуб                  | Ліга         | І                | Г                | П                | О                | ШХ               | І       | Г       | П       | О       | ШХ      |
| ------------ | --------------------- | ------------ | ---------------- | ---------------- | ---------------- | ---------------- | ---------------- | ------- | ------- | ------- | ------- | ------- |
| 1998–99      | «Мічиган Вульверайнс» | ЦКХА         | 38               | 5                | 19               | 24               | 71               | —       | —       | —       | —       | —       |
| 1999–00      | «Мічиган Вульверайнс» | ЦКХА         | 38               | 8                | 26               | 34               | 115              | —       | —       | —       | —       | —       |
| 2000–01      | «Мічиган Вульверайнс» | ЦКХА         | 43               | 10               | 20               | 30               | 74               | —       | —       | —       | —       | —       |
| 2001–02      | «Сан-Хосе Шаркс»      | НХЛ          | 48               | 5                | 13               | 18               | 29               | 4       | 0       | 0       | 0       | 0       |
| 2001–02      | «Клівленд Баронс»     | АХЛ          | 27               | 2                | 13               | 15               | 45               | —       | —       | —       | —       | —       |
| 2002–03      | «Сан-Хосе Шаркс»      | НХЛ          | 26               | 0                | 6                | 6                | 9                | —       | —       | —       | —       | —       |
| 2002–03      | «Клівленд Баронс»     | АХЛ          | 19               | 3                | 5                | 8                | 12               | —       | —       | —       | —       | —       |
| 2002–03      | «Провіденс Брюїнс»    | АХЛ          | 30               | 4                | 11               | 15               | 26               | 4       | 0       | 2       | 2       | 8       |
| 2003–04      | «Бостон Брюїнс»       | НХЛ          | 50               | 4                | 10               | 14               | 35               | —       | —       | —       | —       | —       |
| 2003–04      | «Баффало Сейбрс»      | НХЛ          | 14               | 0                | 3                | 3                | 19               | —       | —       | —       | —       | —       |
| 2004–05      | «Рочестер Американс»  | АХЛ          | 78               | 12               | 17               | 29               | 46               | 9       | 1       | 1       | 2       | 12      |
| 2005–06      | «Рочестер Американс»  | АХЛ          | 73               | 10               | 20               | 30               | 94               | —       | —       | —       | —       | —       |
| 2005–06      | «Баффало Сейбрс»      | НХЛ          | 2                | 0                | 0                | 0                | 4                | 4       | 0       | 0       | 0       | 0       |
| 2006–07      | «Айсберен Берлін»     | ДХЛ          | 30               | 2                | 9                | 11               | 48               | 1       | 0       | 0       | 0       | 2       |
| 2007–08      | «Клівленд Монстерс»   | АХЛ          | 70               | 3                | 19               | 22               | 46               | —       | —       | —       | —       | —       |
| 2008–09      | ХК МВД                | КХЛ          | 12               | 1                | 2                | 3                | 14               | —       | —       | —       | —       | —       |
| 2008–09      | «Лукко»               | SM-l         | 29               | 2                | 7                | 9                | 20               | —       | —       | —       | —       | —       |
| 2009–10      | «Пардубиці»           | ЧЕ           | 42               | 4                | 8                | 12               | 14               | 13      | 0       | 1       | 1       | 10      |
| 2010–11      | «Пардубиці»           | ЧЕ           | 47               | 0                | 3                | 3                | 20               | 9       | 1       | 0       | 1       | 6       |
| 2011–12      | «Хомутов»             | ЧЛ-1         | 52               | 4                | 8                | 12               | 24               | 15      | 0       | 2       | 2       | 6       |
| Усього в НХЛ | Усього в НХЛ          | Усього в НХЛ | 140              | 9                | 32               | 41               | 96               | 8       | 0       | 0       | 0       | 0       |

### Збірна
| Рік                | Команда            | Турнір             | Місце              | І  | Г | П | О | ШХ |
| ------------------ | ------------------ | ------------------ | ------------------ | -- | - | - | - | -- |
| 1999               | США                | МЧС                | 8-е                | 6  | 0 | 0 | 0 | 6  |
| 2000               | США                | МЧС                | 4-е                | 7  | 0 | 0 | 0 | 4  |
| 2004               | США                | ЧС                 | 3                  | 9  | 1 | 1 | 2 | 6  |
| Молодіжна збірна   | Молодіжна збірна   | Молодіжна збірна   | Молодіжна збірна   | 13 | 0 | 0 | 0 | 10 |
| Національна збірна | Національна збірна | Національна збірна | Національна збірна | 9  | 1 | 1 | 2 | 6  |